# Patín en línea

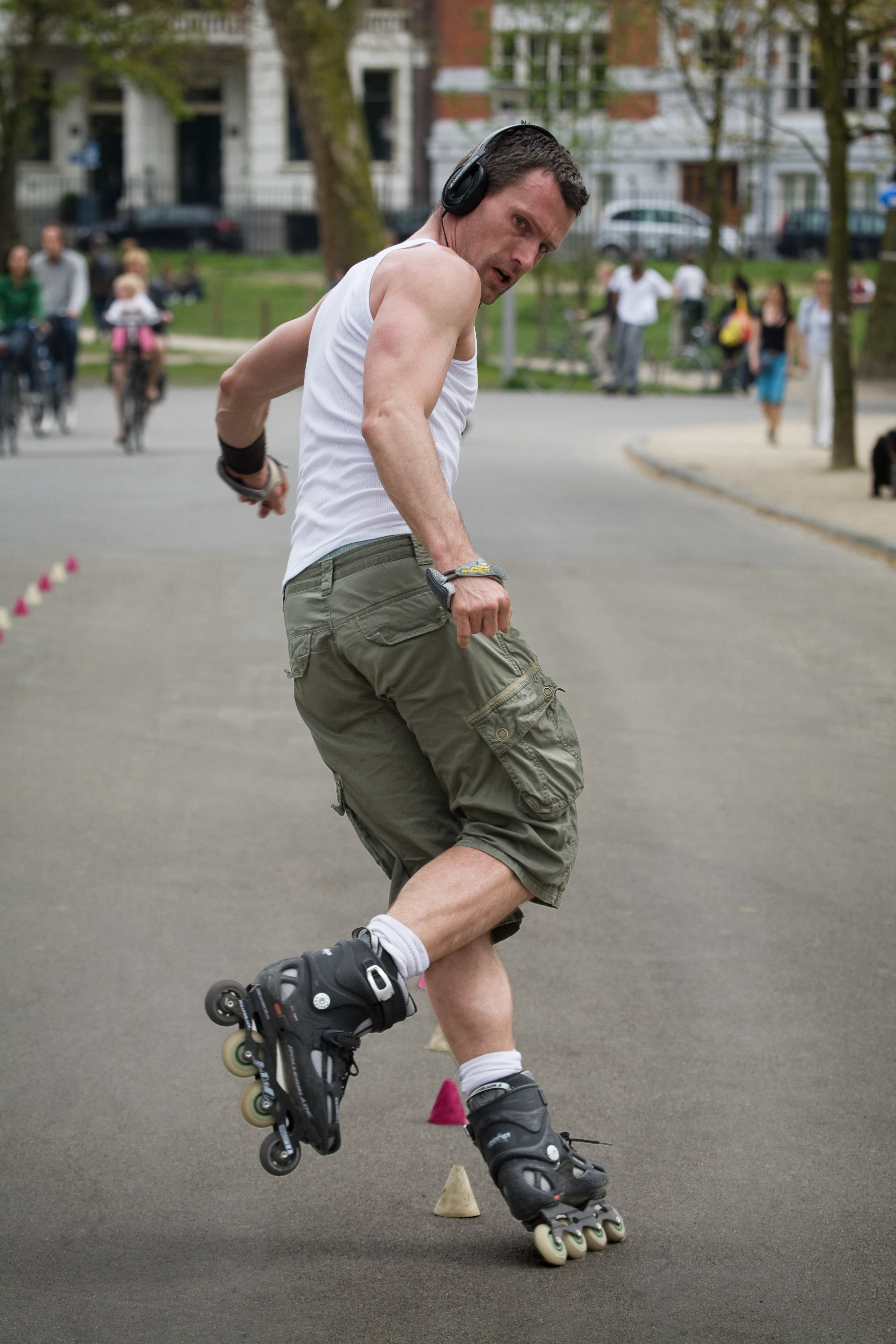
Un hombre practicando la modalidad "freestyle slalom" en un parque de Ámsterdam.

El patín en línea o más conocido como roller es un tipo de patín sobre ruedas en el que dos, tres o cuatro de éstas se sitúan una a continuación de la otra (a diferencia de los patines clásicos, donde las cuatro ruedas forman parejas en cada eje). En algunos casos incorporan un taco de caucho para frenar el patín (solo uno), que se sitúa tras la última rueda.

## Historia
Uno de los primeros modelos de patines en línea fue diseñado por John Joseph Merlin, ingeniero e inventor belga, a mediados del siglo XIX.
La primera patente en los Estados Unidos se concedió a Ernest Kahlert en julio de 1953, y los primeros patines en línea los comercializó en Estados Unidos la empresa Rollerblade en 1987. Cuando se creó el patín de línea el mundo cambió.

## Partes
Un patín está compuesto por una bota en donde se introduce el pie; a la bota se fija una guía, la cual mantiene las ruedas en su lugar. Los rodamientos permiten que las ruedas giren libremente alrededor de un eje. Finalmente, hay un freno de caucho que a veces se fija a la guía de uno de los patines.
Hay distintos tipos de patines en línea para las diferentes especialidades de patinaje, tales como el patinaje agresivo, de velocidad, hockey en línea o patinaje artístico en línea. Se diferencian en el tipo de botas, planchas y ruedas que se usan.

### Bota

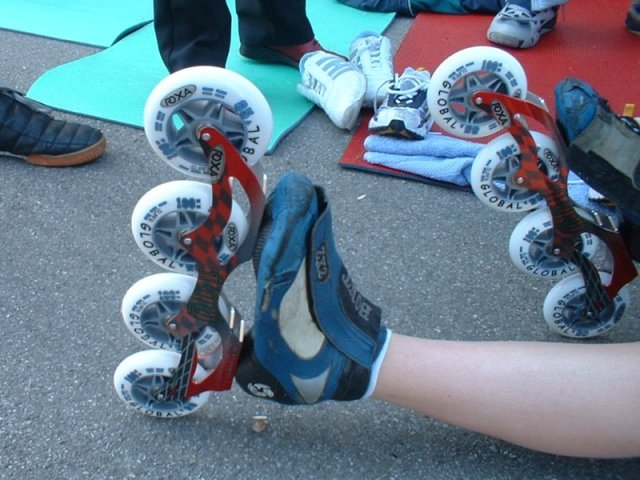
Patines para carreras de velocidad.

Por lo general, las botas de patinaje son de caña alta con el fin de sujetar con firmeza los tobillos del patinador. 
Las botas de caña alta suelen tener una articulación que permite una ligera flexión hacia delante en el tobillo al patinador, mientras que las destinadas a carreras de velocidad son de caña baja para permitir la flexión libre del tobillo.
La suela de la bota es elaborada con materiales rígidos (fibra de carbono o diversos plásticos) y dispone de varios alojamientos para los tornillos de fijación y reglaje de la guía.
Normalmente para los patines recreativos, se utilizan botas semi blandas de tela; para agresivo y freeskate, duras de plástico y cuero; para hockey, de cuero; para velocidad y eslalon estilo libre, de cuero con refuerzos de kevlar o fibra de carbono. Pueden llevar cierres de carraca, cordones o tiras de velcro. También existen patines que se pueden utilizar con el calzado que se desee.

### Guías
Se llama guía o plancha a la parte del patín que une las ruedas con la bota. Se construyen con el aluminio extruido de alta resistencia o con fibra de carbono. También se pueden encontrar guías de plástico, de menor o igual resistencia que las anteriores.
El peso de una guía puede estar comprendido entre 160 y 220 g. y su longitud entre 230 y 325 mm.
En el caso del patinaje agresivo (patinaje extremo) las guías tienen un taco central de algún material deslizante que permite su utilización como apoyo a la hora de deslizar por bordes y tubos ( grindar). Algunos trenes, incluso tienen una sola rueda delante y otra detrás (llamados trenes tipo m) dejando prácticamente toda el área de las ruedas centrales para deslizar. Por lo general las guías o trenes para esta modalidad de patinaje tienen una curva adecuada para facilitar la estabilidad sobre los bordes. Al deslizar con los patines sobre un borde es posible apoyar otra parte del patín llamada el alma que ahora viene reforzada (soul plate).
Existe adicionalmente un último desarrollo respecto a los trenes de patinaje extremo, el UFS por sus siglas en inglés Universal Frame System, que significa sistema universal de trenes, lo que implica la posibilidad de reemplazar las distintas guías combinando marcas y estilos en una misma bota, de ahora en adelante es posible transformar unos patines agresivos en unos patines de hielo, o unos de hockey en unos de velocidad reemplazando el tren.

### Rodamientos
Cada rueda dispone de dos rodamientos para reducir la fricción con el eje. Se clasifican según la escala ABEC de tolerancia, que oscila entre 1 y 11 en números impares. Es una escala pensada para aplicaciones industriales de los rodamientos; un número mayor suele indicar mejor calidad del mismo, pero no implica necesariamente una menor resistencia cuando se utiliza para patinar.

### Ruedas

Diámetros y secciones de ruedas. Rodamientos (azul), núcleo (gris) y superficie de rodadura (amarillo).

Realizadas en diversos materiales, el más utilizado es el poliuretano con diversos aditivos. Hay tres factores que influyen en el comportamiento de las ruedas:

#### Tamaño
Existen ruedas entre 55 y 125 mm (o más) de diámetro. Como regla general, cuanto más grande sean las ruedas, mayor será la velocidad de marcha, debido a que con cada vuelta, recorren mayor distancia; mientras que las de diámetro menor permiten una mayor maniobrabilidad y estabilidad al estar más cerca del suelo.

#### Dureza
Se mide en la escala A del durómetro y se encuentran ruedas con dureza entre 78A y 90A. Las ruedas duras ofrecen mayor velocidad y durabilidad, y las ruedas blandas (número A menor) permiten un mejor agarre a la superficie pero menor deslizamiento.

#### Sección
Cada modelo de rueda tiene una sección distinta aunque tenga el mismo diámetro que otro modelo. Las ruedas de sección elíptica tienen menor superficie en contacto con el suelo (y, por lo tanto, mayor velocidad y menor agarre) que las de sección más redondeada.

### Separadores
Los separadores son las piezas que separan entre sí los dos rodamientos que lleva en su interior cada rueda. Pueden ser de aluminio o de plástico. Su interior es hueco pues por él atraviesa el tornillo pasante, que junto con el fijador, aseguran la rueda en la guía. Los tornillos usados por lo general son de 7mm de diámetro o de 8mm, la mayoría de rodamientos tienen un diámetro interno de 8mm por lo que el separador es fundamental para lograr ajustar los rodamientos a los tornillos.

## Tipos de patines
Hay distintos tipos de patines en línea diseñados para distintos usos, hay patines de velocidad, estilo libre, todoterreno, patinaje artístico en línea, iniciación, avanzado, agresivo, erc.
Los tipos de patines en línea principales son:

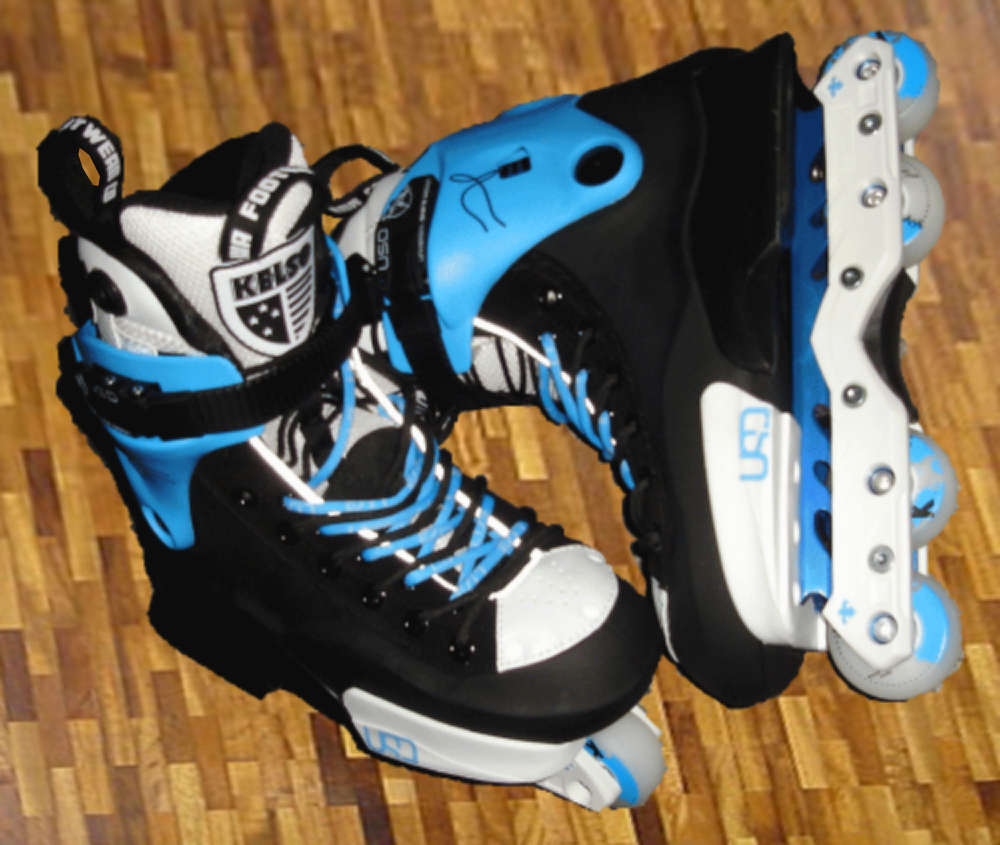
Patines de patinaje agresivo

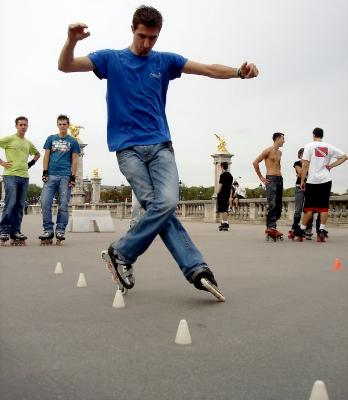
Un hombre practicando eslalon estilo libre en París

### Iniciación
Son utilizados para aprender a montar en patines debido a que la distancia y el tamaño de las ruedas son adecuados para mantener el equilibrio, y a que tienen freno de taco, lo que hace muy fácil el frenar.
También se usan para pasear por asfalto debido a su comodidad.

### Avanzado
Diseñados para combinar velocidad con saltos, tienen guías muy cortas para mejorar la maniobrabilidad, suelen ser ligeros y tienden a tener distintas formas de disminuir el impacto con el suelo al saltar.

### Agresivo
Los patines de agresivo están diseñados para usar rampas, grindar, e.t.c. Están equipados con ruedas pequeñas, y botas diseñadas para absorber golpes

### Estilo libre
Los patines del estilo estilo libre o slalom estilo libre son patines con guías muy cortas, sin freno de taco, y con ruedas generalmente duras, diseñados para realizar trucos o acrobacias con filas de conos.

## Accesorios
Hay distintos tipos de accesorios para los patines en línea, dependiendo del uso y nivel del patinador. Los principales accesorios o complementos para acoplar a patines en línea son:

### Guardabarros
Guardabarros es la pieza accesoria al patín de línea que se monta enmarcando las ruedas y cuyo fin es evitar que el patinador se manche de barro, agua, etc. mientras se desliza por el terreno. Se instalan en la parte trasera de los patines.

### Cuchilla de hielo

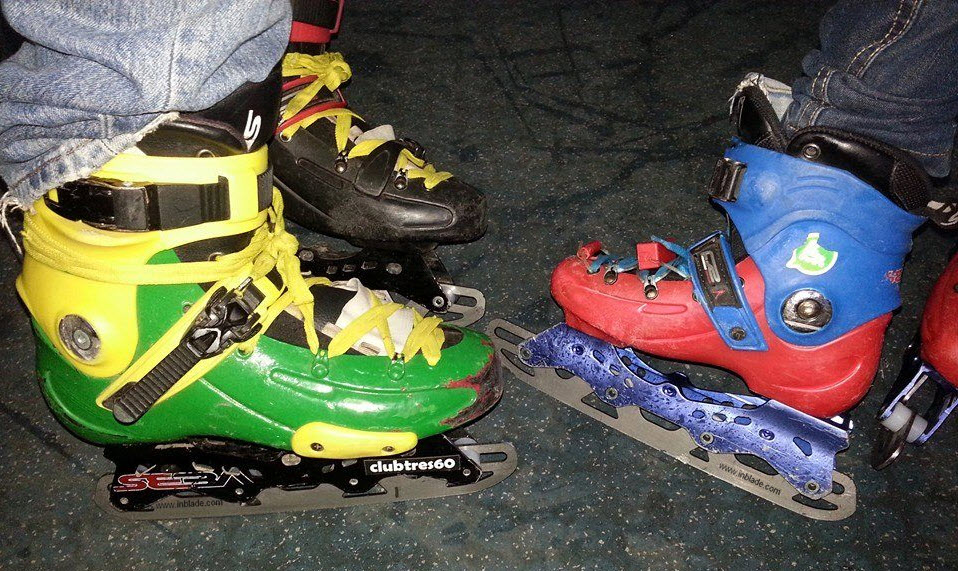
Varios patines en línea con el kit de cuchillas para hielo

[4] Cuchilla de hielo es un accesorio que convierte los patines en línea en patines de hielo, sustituyendo todas las ruedas por la cuchilla para hielo que se instala al chasis del patín habitual, mediante los tornillos de las propias ruedas.

### Freno de taco
[5] Hay Freno de taco es un sistema accesorio al patín que consiste en un taco de goma que se atornilla al patín y que permite detener, reducir o mantener sin que se incremente, la velocidad del patinador.  Normalmente se instala en el patín derecho, aunque también se puede instalar en el patín izquierdo o en ambos. Se usa presionando dicho taco de goma sobre el propio suelo.  Un buen signo de frenada es cuando se oye el ruido de la fricción de que se está frenando con presión.